# Campionats del món de ciclisme urbà – Camp a través per eliminació femení
El Campionat del món de Camp a través per eliminació femení és una de les curses ciclistes que formen part dels Campionats del món de ciclisme urbà. La cursa està organitzada per la Unió Ciclista Internacional i es disputa anualment en un país diferent.
La primera edició data del 2012 i fins als 2016, havien format part dels Campionats del món de ciclisme de muntanya i trial. La guanyadora de la prova obté el mallot irisat.

## Palmarès
| Any                      | Or                 | Plata               | Bronze                |
| 2012 Saalfelden-Leogang  | Alexandra Engen    | Jolanda Neff        | Aleksandra Dawidowicz |
| 2013 Pietermaritzburg    | Alexandra Engen    | Jolanda Neff        | Linda Indergand       |
| 2014 Lillehammer-Hafjell | Kathrin Stirnemann | Linda Indergand     | Ingrid Bøe Jacobsen   |
| 2015 Vallnord            | Linda Indergand    | Indrid Boe Jacobsen | Kathrin Stirnemann    |
| 2016 Nové Město          | Linda Indergand    | Kathrin Stirnemann  | Ramona Forchini       |
| 2017 Chengdu             | Kathrin Stirnemann | Ella Holmegård      | Perrine Clauzel       |